# Naruto Shippuden: Ultimate Ninja Storm 2
Naruto Shippuden: Ultimate Ninja Storm 2 (også kaldt Naruto Shippuden: Narutimate Storm 2 i Japan) er et Naruto Shippuden-spil. Det er udviklet af CyperConenct 2 og Bandai Games og kan fås til både PlayStation 3 og Xbox 360.

## Gameplay
Spillet bliver styret af forskellige figurer fra Naruto Shippuden, som man åbner efterhånden som man får flere SP (Storm Points). Nogle af de mest simple bevægelser og evner er: Angribe: Firkant-knappen. Chakra (load): Trekant-knappen. Super-angreb: Trekant-knapen 2 gange, og så firkant-knappen 1 gang. Simpelt Super-Angreb: 1 gang Trekant-knap, 1 gang Firkant-knap.

## Udvikling
Naruto Shippuden: Ultimate Ninja Storm 2 blev officielt annonceret 20. december 2009 af Namco Bandai Games.Magasinet V Hop afslørede spillets udgivelse et par dage i forvejen.Demoen af spillet blev gjort tilgængeligt for download i det japanske PlayStation Network og Xbox Live.Den engelske udgave af Demoen blev stillet til rådighed på den europæiske PlayStation Network og Xbox Live den 25. august 2010 mens den blev det samme på den amerikanske en dag før.Den japanske demo af spillet blev første gang nævnt 8. juli 2010 på spillets officielle japanske hjemmeside.

## Modtagelse
Namco Bandai håbede at Ultimate Ninja Storm 2 blive solgt i 700.000 eksemplarer i november.Spillet er blevet solgt i en million eksemplarer på verdensplan og 340.000 i europa 160.000 i Nordamerika og ½ million i Japan.Gamespot gav spillet 7/10 mens brugerne gav 9,1.GameTrailers gav spillet en karakter på 8,4/10 og sagde dette er et af de bedste spil baseret på en anime, og det er ekstremt trofast over for sin kilde.